# Aulacopilum abbreviatum
Aulacopilum abbreviatum là một loài rêu trong họ Erpodiaceae. Loài này được Mitt. mô tả khoa học đầu tiên năm 1873.